# Bocanovice
Bocanovice (in polacco Boconowice, in tedesco Boczanowitz) è un comune della Repubblica Ceca facente parte del distretto di Frýdek-Místek, nella regione della Moravia-Slesia.